# Brass Buttons
Brass Buttons is een Amerikaanse filmkomedie uit 1919 onder regie van Henry King.

## Verhaal
Een jongeman leent een politie-uniform van een vriend. Hij hoopt daarmee indruk te maken op een meisje. Hij ontdekt dat hij zal eerst de misdaad in de stad zal moeten bestrijden, voordat hij haar hand kan winnen.

## Rolverdeling
| Acteur          | Personage         |
| --------------- | ----------------- |
| William Russell | Kingdon Hollister |
| Eileen Percy    | Bernice Cleveland |
| Helen Howard    | Madeline          |
| Frank Brownlee  | Terence Callahan  |
| Bull Montana    | Jack              |
| Wilbur Higby    | Dave McCullough   |
| Carl Stockdale  | Cold-Deck Dallas  |